# Apomys minganensis
{{#ifeq:0|0|{{#if:|{{#if:Apomysminganensis|[[]}}|}}}}
Apomys minganensis — лісова миша, ендемічна для гори Мінган у Лусоні, Філіппіни. Мешкає в перехідних гірських/мохових лісах і в старих мохових лісах. Вид зустрічається у вторинному лісі, тому, ймовірно, він терпимий до порушення середовища існування.